# Leftöver Crack
Leftöver Crack — американський панк-рок гурт, створений у 1998 році після розпаду Choking Victim. Гурт зараз підписав контракт з Tankcrimes для випусків компакт-дисків і Alternative Tentacles для вінілових релізів. Leftöver Crack охоплює кілька різних музичних жанрів, зокрема хардкор-панк, ска та краст-панк. Вони пишуть переважно політичну лірику радикально-лівого характеру: проти релігії, капіталізму та влади. Члени Leftöver Crack живуть у C-Squat на 155 Avenue C у Нижньому Іст-Сайді на Мангеттені. Уродженці Нью-Йорка, учасники гурту, мають добре задокументовану історію постійного конфлікту з поліцією Нью-Йорка, який передував створенню гурту. Назву «Leftöver Crack» фронтмен гурту пояснює як «оксюморон», оснований на ідеї, що залежні від крек-кокаїну відомі інтенсивним вживанням і навряд чи мають «залишки» креку.

## Історія

### Початок кар'єри
Створений приблизно в той самий час коли розпались Choking Victim, Leftöver Crack спочатку був віддушиною для фронтмена Choking Victim Скотта Стерджена, відомого як Stza, для випуску пісень, які з тих чи інших причин ніколи не були записані попереднім гуртом і які, як він стверджує, є «Залишками пісень» — звідси й назва. Протягом майже двох років після створення гурту він складався майже суто зі Stza, який записав багато пісень, які пізніше з'являться в релізах, на чотиридоріжковий магнітофон під час пошуку учасників гурту. У гурт входили(хоча і тимчасово): Скотт «Stza» Стерджен (вокал, додаткові гітари), Бред Логан з F-Minus (гітара), Алек Бейлі (бас), Майк Трухільо з Blindsided (гітара) та Амері «AWOL» Сміт (барабани).
Тепер повний гурт, Leftöver Crack продовжив запис кількох пісень, але вже у повному складі, включаючи «Rock the 40 Oz.», «Crack City Rockers» і «The Good, the Bad & the Leftöver Crack» — фактично «тематичну пісню» гурту. ". П'ять із цих пісень пізніше були включені до першого релізу гурту Rock the 40 Oz. 7-дюймовий мініальбом, який випустив Bankshot! Записаний 8 березня 2000 року.

### Підписання контракту з Hellcat Records
Після внесення пісні «Crack City Rockers» до другої частини серії збірок « Give 'em the Boot» Hellcat Records, гурт підписав контракт з лейблом, спочатку уклавши контракт на продюсування трьох альбомів для Hellcat. Гурт погодився і негайно почав записувати пісні для свого першого повноформатного альбому під умовною назвою Shoot the Kids at School.
Hellcat Records відмовився випустити альбом через занепокоєння щодо суперечливої назви альбому, обкладинки та тематики (особливо щодо недавньої стрілянини в Columbine). Гурт зрештою поступився і змінив назву альбому, оформлення та трек-лист, пообіцявши, що в результаті їх буде звільнено від контракту. Зрештою альбом вийшов під назвою Mediocre Generica, що було хитрою атакою на Hellcat Records, яка, як стверджував Stza, хотіла отримати «посередній, загальний» альбом порівняно з оригіналом. Альбом вийшов 11 вересня 2001 року.
На цей момент гурт складався зі Стза (вокал, додаткові гітари), Алека (бас), Езри та Ара Бабаджяна з нью-йоркського ска-гурту Agent 99, а пізніше The Slackers на барабанах.

### Відділення від Hellcat Records і нова музика
В результаті судових суперечок із Hellcat Records гурт був фактично залишений у підвішеному стані приблизно на два роки, не маючи змоги покинути свій поточний лейбл, але також не зміг підписати контракт з іншим, а також не зміг випустити будь-який новий матеріал під назвою з Leftöver Crack. Однак гурту вдалося дещо змінити правила свого контракту, випустивши розділений EP із F-Minus як Crack Rock Steady Seven — фактично Leftöver Crack, який працює під псевдонімами з іншими музикантами. EP отримав назву Baby Jesus, Sliced up in the Manger і вийшов 27 листопада 2003 року.
У лютому 2003 року гурт почав записувати пісні, які вони написали та розробили протягом останніх трьох років разом із пошанованим інженером Стівом Альбіні, більшість із яких випуститься у їхньому другому альбомі. Після запису двох останніх пісень тієї зими і, нарешті, виключення зі списку Hellcat Records, гурт вирішив випустити пісню наступного року як демо Fuck World Trade для розгляду незалежними панк-лейблами. Приблизно в той же час до гурту звернувся відомий андеграундний панк-рок і колишній фронтмен гурту Dead Kennedys Джелло Біафра, і в результаті він підписав контракт з його лейблом Alternative Tentacles .

### Fuck World Trade
30 серпня 2004 року Leftöver Crack випустили свій другий альбом Fuck World Trade на Alternative Tentacles (Household Name Records у Великобританії).
Альбом був заборонений у багатьох мережевих магазинах, таких як Wal-Mart, Best Buy і Music Land, через суперечливу назву та тему альбому, а також передню обкладинку, на якій зображені Джордж Буш, Дік Чейні та Руді Джуліані (Тоні Блер у британському релізі), що спричинило атаки на Всесвітній торговий центр.
Альбом також продемонстрував більший ступінь художньої свободи гурту, містив довші пісні, ширший діапазон інструментів (таких як струнні, синтезатори та гра на контрабасі), а також більшу кількість жанрових експериментів — з елементами дез-металу, класичної музики . музики та народної музики разом із фірмовим поєднанням анархо-панку та ска. У альбом також входили спільні пісні з участью Кріса Хеда, Джастіна Сейна та Кріса Номер 2 від Anti-Flag, а також у співпраці з The World/Inferno Friendship Society.

### Перерва
Після смерті барабанщика Брендона Посібла наприкінці 2004 року гурт взяв перерву на невизначений термін. Проміжок часу Stza провів, граючи пісні Leftöver Crack і Choking Victims на кількох сольних акустичних шоу. Ezra витрачав час на написання пісень для свого гурту Morning Glory . Leftöver Crack знову розпочали гастролі влітку 2005 року, включаючи деякі дати з Citizen Fish і The World/Inferno Friendship Society, а також виступи в жовтні 2005 року в Каліфорнії після скасування Wasted Fest. Так званий Crack Rock Steady Seven також вирушив у невеликий європейський тур у листопаді; однак у турі брали участь лише Stza та The Infested, які в деяких випадках називалися «Crack Steady Rockers».

### Повернення та розділ з Citizen Fish
Blacknoise Records випустив cпліт-альбом з 4-х пісень під назвою «The Kids Are Gonna Pay…» у березні 2006 року з Leftöver Crack, які записали 1 нову пісню «Look Who's Talking Now». Серед інших гуртів, які розпалися, були Morning Glory, F-Minus і Bent Outta Shape. 7-дюймовий диск був обмежений тиражем у 1000 примірників на білому вінілі та зараз розпроданий. Перші 100 включали обмежене видання патчів, розроблених дружиною Бреда Логана Крістен, а деякі включали вставку.
31 жовтня 2006 року Fat Wreck Chords випустили 7-дюймовий спліт-сингл з британським ска-панк- гуртом Citizen Fish, до якого Leftöver Crack вклали нову пісню «Baby Punchers». Щоб підтримати реліз, обидва гурти об'єдналися з іншими гуртами Fat Wreck, The Sainte Catherines і Dead to Me, і вирушили в тур по США. Повнометражний спліт із Citizen Fish під назвою Deadline вийшов 6 березня 2007 року. Fat Wreck Chords випустили CD-версію, а Alternative Tentacles випустили вінілову версію. Альбом містив сім пісень від кожного гурту (плюс інтро для Leftöver Crack), а також три пісні, спочатку призначені для випуску новішим гуртом Stza, Star Fucking Hipsters. На білому вінілі вийшло 1103 копії.

### Від'їзд Ezra та тур по Австралії
Після випуску та наступного туру на підтримку Deadline, Leftöver Crack поступово стали менш помітними, оскільки учасники (а саме Stza та Ezra) зосередилися на інших музичних проєктах, таких як Star Fucking Hipsters та Morning Glory відповідно. Попри те, що гурт все ще регулярно грав на концертах, гурт фактично відійшов на другий план, особливо після того, як Star Fucking Hipsters випустили свої перші два альбоми, Until We're Dead і Never Rest in Peace.
Ближче до кінця 2009 року було оголошено, що давній гітарист і бек-вокаліст Ezra покинув гурт. Хоча спочатку це виглядало як мирний відхід, пізніше це загострилося, коли Stza фактично розпочав онлайн-«ворожнечу» з Ezra, звинувативши його в брехні та наркоманії.
У листопаді 2009 року Leftöver Crack вперше в своїй кар'єрі відвідали Австралію та Нову Зеландію. Проте склад для всіх концертів складався зі Stza, гітариста Френка Пієгаро (з Star Fucking Hipsters/Degenerics) і двох австралійців, які замінили: Алекса Флемстіда (Hereafter) і Кріса Кокса (Phalanx).
Після австралійського туру Stza заявив на домашньому шоу в Західному Окленді, що Leftöver Crack, найімовірніше, буде неактивним у майбутньому, так само, як Choking Victim до них. Це збіглося зі збільшенням активності Star Fucking Hipsters, яка останнім часом стала його головною творчою точкою зору.
У грудні 2010 року Leftöver Crack оголосили, що дадуть три концерти. Повернувся до складу Ezra, маючи на увазі, що ворожнеча між ним і Stza, можливо, була вирішена.
У січні 2011 року на їхній сторінці у Facebook було оголошено, що Leftöver Crack здійснять тур по Західному узбережжю в лютому та тур по Східному узбережжю в березні того ж року. У серпні 2011 року вони також зіграють невеликий тур по Великобританії, включно з фестивалями в Редінгу та Лідсі.

### Constructs of the State
20 липня 2015 року Скотт Стерджен підтвердив, що Leftöver Crack закінчили свій третій альбом Constructs of the State. Він вийшов 27 листопада 2015 року через Fat Wreck Chords і включав пісні з такими гостями як: Days N' Daze, Mischief Brew, The Bouncing Souls, Intro5pect, Blackbird Raum, Пенні Рембо та Джессі Майклза.
25 травня 2016 року гурт випустив кліп на пісню «Bedbugs & Beyond», який люб'язно надали Shibby Pictures.

## Заборона на місця проведення, судимість і візові обмеження
Leftöver Crack заборонено виступати на багатьох майданчиках у Нью-Йорку, таких як ABC No Rio та Knitting Factory . Однак вони все ще грають на заборонених майданчиках під іншою назвою Crack Rock Steady Seven або окремо як сольні гурти. У них неодноразово виникають проблеми з гастролями в певних країнах, особливо в Канаді, через те, що учасники мають судимості. Їм було відмовлено у в'їзді до Канади для туру, запланованого на кінець 2007 року. На шоу в Бостоні, штат Массачусетс, у серпні 2008 року Стза сердито заявив, що Leftöver Crack ніколи не повернеться до Бостона;  однак вони грали неподалік від Бостона 18 червня 2016 року У 2006 році після їхнього шоу в Бойсе Stza оголосив гурту фанатів, що вони ніколи не повернуться, і Бойсе згодом пропустили в «07 і Star Fucking Hipsters» 2010 Дата Бойсе була скасована приблизно через тиждень після публікації, хоча вони повернувся в Бойсе в березні 2011 року. У червні 2016 року Leftöver Crack було дозволено в'їзд до Канади та грали на Amnesia Rockfest у Монтебелло, Квебек, але багатьом учасникам знову було відмовлено у 2018 році

## Перехід до Tankcrimes
У вересні 2021 року було оголошено, що вся дискографія Star Fucking Hipsters і Leftöver Crack переміститься від Fat Wreck до лейблу Tankcrimes, що базується в Окленді . Tankcrimes — невеликий незалежний лейбл із такими гуртами, як Spazz, Ghoul, Necrot і панк-супергурт Kicker. Незрозуміло, чи Never Rest in Peace від Star Fucking Hipsters (який спочатку вийшов через Alternative Tentacles) або Mediocre Generica (спочатку вийшов на Hellcat) також перейде на лейбл звукозапису в Окленді.

## Члени
Поточні
- Stza — головний вокал, клавішні, гітара (1998–тепер)
- Донні Морріс — ударні (2015—теперішній час)
- Ел Розенберг — гітара (2019—теперішній час)
- Кейт Койш — вокал (2017—теперішній час)

Колишні
- Бред Логан — гітара (1998—2000; 2004—2021)
- Сандра Малак — бас-гітара (2021)
- Алек Бейлі — бас (1998—2020; помер у 2020)
- Кріс Манн — гітара (2015—2019)
- Емері Сміт — ударні (1998—2000)
- Майк Трухільо — гітара (1998—2000)
- Брендон Шевальє-Коллінг — ударні (1998, 2004; помер у 2004)
- Езра Кіре — гітара (2000—2012)
- Ара Бабаджян — ударні (2000—2002, 2005—2007)
- JP Otto — ударні (2002—2005)
- Том «Джанглс» Нокс
- Джої «Навідник» Хант
- Остін Гочкісс
- Гаррісон Рольф
- Ленс Майкл

## Дискографія

### Студійні альбоми
- Mediocre Generica — (11 вересня 2001)
- Fuck World Trade– (31 серпня 2004)
- Constructs of the State — (27 листопада 2015)

### Мініальбоми
- Rock the 40 Oz — (8 травня 2000)
- Shoot the Kids at School — (2000)

### Збірні альбоми
- Rock the 40 Oz: Reloaded — 16 липня 2004 року
- Leftöver Leftöver Crack: The E-Sides and F-sides, Fat Wreck Chords, — 2018.

### Спліт-альбоми
- Baby Jesus Sliced Up in the Manger (як Crack Rock Steady 7, з F-мінус), HellBent Records, 2001
- Baby Punchers / Meltdown Split 7-inch (with Citizen Fish), Fat Wreck Chords, 2006
- Deadline (з Citizen Fish), акорди Fat Wreck, 6 березня 2007 (LP на Alternative Tentacles)

- «Rock the 40 Oz.» (2002)
- «System Fucked» (2015)
- «Bedbugs and Beyond» (2016)

### Внески до збірного альбому
- Give 'Em the Boot II, (Crack City Rockers[Demo]) Hellcat Records, 1999.
- «Punk Rawk Explosion #6» (Nazi White Trash) Punk Rawk, 2001.
- «Eat This!», (Nazi White Trash (Demo?)), Eat Me! Records, 2001.
- Give 'Em the Boot III, (Atheist Anthem) Hellcat Records, 2002.
- Go Kart vs. the Corporate Giant Vol. 3, (Rock The 40oz) Go Kart Records, 2002.
- Punk Rawk Explosion 6, (Nazi White Trash), ?, 2003.
- 2003 Sampler, (So Ya Wanna Be A Cop) A-F Records, 2003.
- Fueling the Flames of Revolution Vol. 3, (One Dead Cop) A-F Records, 2003.
- Against Police Injustice,(Operation: MOVE, Super Tuesday[Demo]) Non Commercial, 2003.
- Mass Destruction, (Muppet N.A.M.B.L.A) BANKSHOT! Records, 2003.
- Riot Ska, (Drug Song, Nobody Is Free) Beer Records, 2004.
- «Breeding Disloyalty», (Operation: M.O.V.E) Household Name Records, 2004.
- The Kids Are Gonna Pay (Look Who's Talking Now) with F-Minus, Morning Glory, Bent Outta Shape, Blacknoise Records, 2006.
- «Rotten Schwuchtel Sampler — A Queer / Pro-Gay Punk & HC-Compilation», (Gay Rude Boys Unite) Not On Label, 2008.
- «Alternative Tentacles», (Gang Control) Pasazer, 2010.
- «Coaster», (Infested (The Lindane Conspiracy Part I) Fat Wreck Chords, 2018.

### Концерти
2001: Live C-Squat 3/31/01
2002: Straight Outta' Naples
2008: live at the stage @ Arnhem, Holland

### Бутлег
- 2004: Fuck World Trade (демо)

### Фільм
- 2007: Chris Fuller[en]'s Loren Cass[en] (Gotham Award nomination)